# Porta Capena

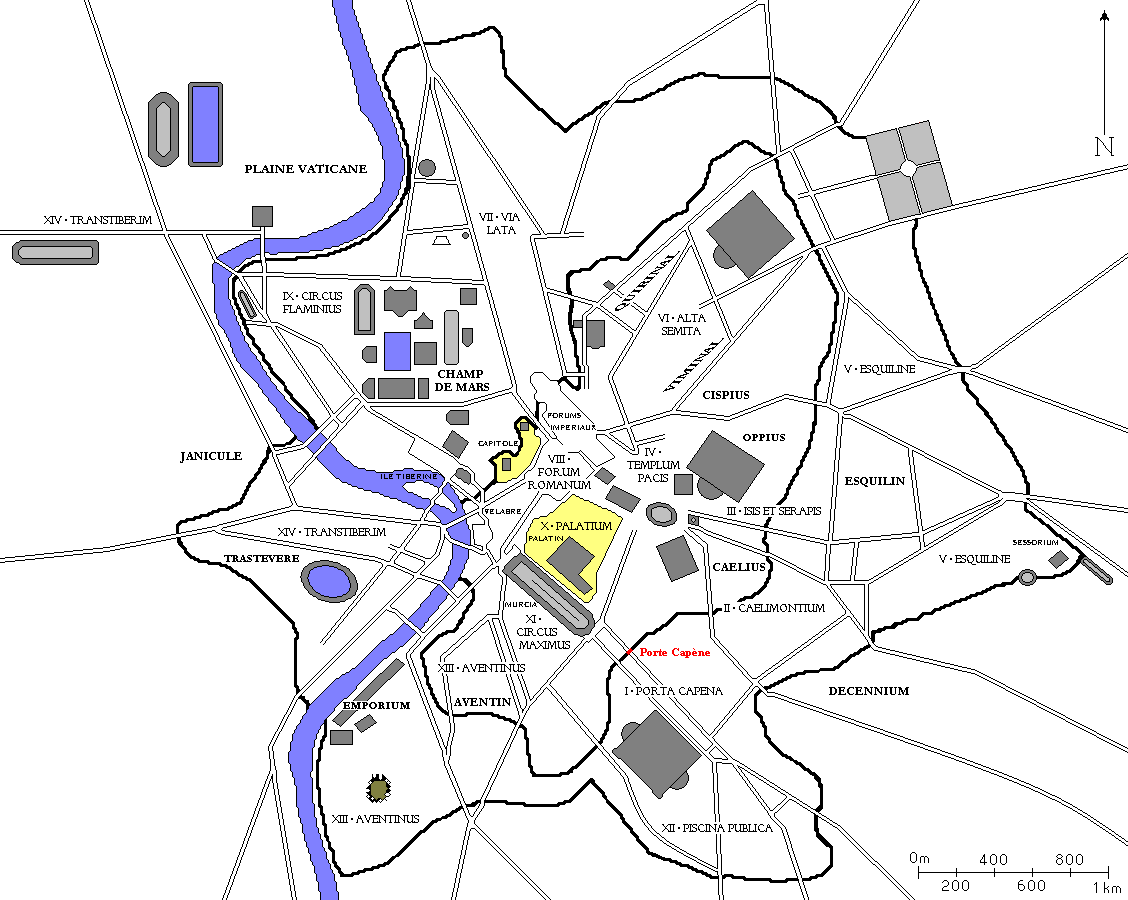
Posizione della Porta

La Porta Capena era situata nell'attuale piazza di Porta Capena a Roma, nella zona dove si incontrano il colle Celio, il Palatino e l'Aventino. La sua probabile posizione era tra l'imbocco di via di Valle delle Camene e l'inizio di via delle Terme di Caracalla (nota come "Passeggiata Archeologica"), di fronte al lato curvo del Circo Massimo. Secondo Sesto Pompeo Festo, lessicografo romano del II secolo d.C., si trovava nel pagus Lemonius, dal quale prendeva il nome una delle tribù in cui si divideva il popolo romano e cioè appunto la 'tribù lemonia'. 

## Storia
La valle intorno a quello che oggi è il viale delle Terme di Caracalla, era in tempi antichi ricoperta di boschi, grotte e sorgenti d'acqua. In questa zona (detta valle delle Camene), considerata sacra e misteriosa, si narra (e Livio puntualmente riporta) che il pacifico re Numa Pompilio, diretto successore di Romolo, avesse i suoi incontri notturni con la dea (o ninfa) Egeria, che in quelle occasioni gli forniva tutte le indicazioni necessarie per l'istituzione dei riti più graditi a ciascuna divinità, e dei relativi uffici sacerdotali. Questa zona può dunque essere considerata la culla della religione dell'antica Roma.
La sua posizione ed alcune testimonianze fanno ritenere che originariamente la porta dovesse chiamarsi Camena e che la costruzione possa essere addirittura precedente a quella della cinta serviana. Il primo accenno storico-leggendario risale infatti all'epoca del re Tullo Ostilio (metà del VII secolo a.C.), e si riferisce al fatto che presso la porta venne eretto il monumento funerario ad Orazia, sorella degli Orazi, uccisa perché colpevole di essersi innamorata di uno dei Curiazi.
Nel 489 a.C. da Porta Capena, uscì la moltitudine di giovani Volsci, cacciati da Roma, mentre partecipavano ai giochi, secondo il progetto elaborato da Coriolano per fomentarne l'animosità contro Roma, e preparare la successiva guerra.
Quando nel 312 a.C. venne realizzata la via Appia che, partendo da lì, aveva come destinazione finale la città di Capua, il nome fu trasformato in Capena e l'intera area, già rilevante per diversi motivi, assunse un ruolo importantissimo come punto di transito e di contatto con l'Italia meridionale. Dallo stesso luogo si dipartiva anche la via Latina, altra arteria notevole per la storia di Roma; le due strade correvano affiancate per un breve tratto, per poi separarsi in corrispondenza dell'attuale piazza Numa Pompilio.
Nelle testimonianze letterarie la Porta è citata anche per un altro importante avvenimento che ha profondamente segnato la storia di Roma: dopo la disastrosa battaglia di Canne il senato si riunì, per valutare la situazione, “ad portam Capenam”, come riferisce Livio, che era una delle tre sedi di convegno dell'assemblea.
Ma attraverso la Porta Capena passò anche, sempre durante le guerre puniche, il corteo che introduceva in Roma la dea Cibele, la Magna Mater che fu una delle prime rappresentanti dei culti e riti stranieri che culminarono poi con l'affermazione del Cristianesimo.
Secondo Giovenale, nel I secolo l'area di Porta Capena aveva ormai perso la sua importanza storica e leggendaria ed era divenuta zona di ritrovo di mendicanti, in particolare quelli di religione ebraica. L'ultimo utilizzo della porta fu quella di arco di sostegno per farvi passare l'Acqua Marcia.
Porta Capena fu distrutta e l'intera area ristrutturata dall'imperatore Caracalla; l'accesso a Roma da sud venne in seguito trasferito poco più avanti, attraverso la nuova Porta Appia che si apriva nelle mura aureliane.
I suoi resti, oggi comunque non più visibili, furono rintracciati nel corso degli scavi effettuati nel 1867.